# Poolhall Junkies
Poolhall Junkies är en amerikansk långfilm från 2002 i regi av Mars Callahan, med Chazz Palminteri, Ricky Schroder, Rod Steiger och Michael Rosenbaum i rollerna.

## Handling
En ung biljardspelare som inte trodde han kan förlora. Några år senare måste han vinna för att rädda sin brors skinn. Hans f.d. tränare (Chazz Palminteri) gör allt för att han inte ska vinna. Till sin hjälp har han som tur är Mike (Christopher Walken).

## Rollista
| Chazz Palminteri   | – Joe        |
| Ricky Schroder     | – Brad       |
| Rod Steiger        | – Nick       |
| Michael Rosenbaum  | – Danny      |
| Mars Callahan      | – Johnny     |
| Alison Eastwood    | – Tara       |
| Phillip Glasser    | – Max        |
| Anson Mount        | – Chris      |
| Glenn Plummer      | – Chico      |
| Richard Portnow    | – Toupee Jay |
| Ernie Reyes Jr.    | – Tang       |
| Peter Mark Richman | – Phillip    |
| Christopher Walken | – Mike       |
| Mike Massey        | – Louis      |
| Orien Richman      | – Brett      |